# Staszów (województwo mazowieckie)
Staszów – wieś sołecka w Polsce położona w województwie mazowieckim, w powiecie kozienickim, w gminie Kozienice.
W latach 1975–1998 miejscowość położona była w województwie radomskim.
17 kwietnia 1944 hitlerowcy w ramach akcji pacyfikacyjnej na terenie powiatu kozienickiego aresztowali sześciu mieszkańców wsi, których następnie rozstrzelali w zbiorowej egzekucji w Zwoleniu. 
Wierni kościoła rzymskokatolickiego należą do parafii Najświętszego Serca Jezusowego i św. Leonarda w Brzeźnicy.